# Фрумосу (Њамц)
Фрумосу (рум. Frumosu) насеље је у Румунији у округу Њамц у општини Фаркаша. Oпштина се налази на надморској висини од 546 m.

## Становништво
Према подацима из 2002. године у насељу је живело 467 становника, од којих су сви румунске националности.